# Tannay (Grand Est)
Tannay è un comune delegato e frazione del comune di Tannay-le-Mont-Dieu, situato nel dipartimento delle Ardenne nella regione del Grand Est. in precedenza comune autonomo, il 1º gennaio 2025 è confluito insieme all'ex comune di Le Mont-Dieu nel nuovo comune di Tannay-le-Mont-Dieu.

## Società

### Evoluzione demografica
Abitanti censiti